# Onopordum illyricum
Onopordon d'Illyrie
Espèce
Onopordum illyricum L., l'Onoporde d'Illyrie, est une espèce de plantes dicotylédones de la famille des Astéracées. Il s'agit d'un grand chardon très épineux, de la hauteur d'un homme, à floraison pourpre et dont l'involucre évoque celui de l'artichaut. Originaire du sud-ouest de l'Europe, il est fréquent dans les pelouses sèches de la Garrigue languedocienne.

## Nomenclature et étymologie
La première description botanique de l’espèce est celle de Carl Linné sous le nom de Onopordum illyricum, publiée dans Species Plantarum 2: 827 en 1753
Le nom de genre Onopordum vient du grec όνος – onos, « âne » et πορδή – pordê, « pet » soit « pet d’âne ». Le botaniste Sébastien Vaillant (1669-1722) indique « Onopordon est composé des mots Grecs όνος – « Asne » & πέρδω, « je pete », parce que on prétend que ces plantes font peter les Asnes qui en mangent » (Discours sur la structure des fleurs, 1718).
L’épithète spécifique illyricum vient du latin illyricus, -a, -um, désignant l’ancienne région correspondant à peu près à l’ex-Yougoslavie et à l’Albanie.

## Dénominations
- Nom vulgaire (vulgarisation scientifique) recommandé ou typique en français : Onopordon d'Illyrie[4],[5],[6],
- Autre nom vulgaire : Pet d'âne d'Illyrie[5],
- Nom vernaculaire (langage courant), pouvant désigner éventuellement d'autres espèces : chardon aux ânes[5]

## Distribution, habitat
Selon POWO, l’aire de répartition naturelle de cette espèce s’étend du sud de l’Europe à l’ouest de l’Iran, soit Albanie Baléares, Bulgarie, Corse, Îles de la mer Égée orientale, France, Grèce, Iran, Irak, Italie, Crète, Liban, Syrie, Nord-Ouest de la péninsule balkanique, Portugal, Roumanie, Sardaigne, Sicile, Espagne Turquie.
Elle a été introduite en Californie Nouvelle-Galles du Sud, Australie méridionale, Victoria où elle s’est naturalisée.
En France, on la trouve dans les lieux incultes de la région méditerranéenne du Var, aux Pyrénées orientales, jusque dans la Drome et la Corse .

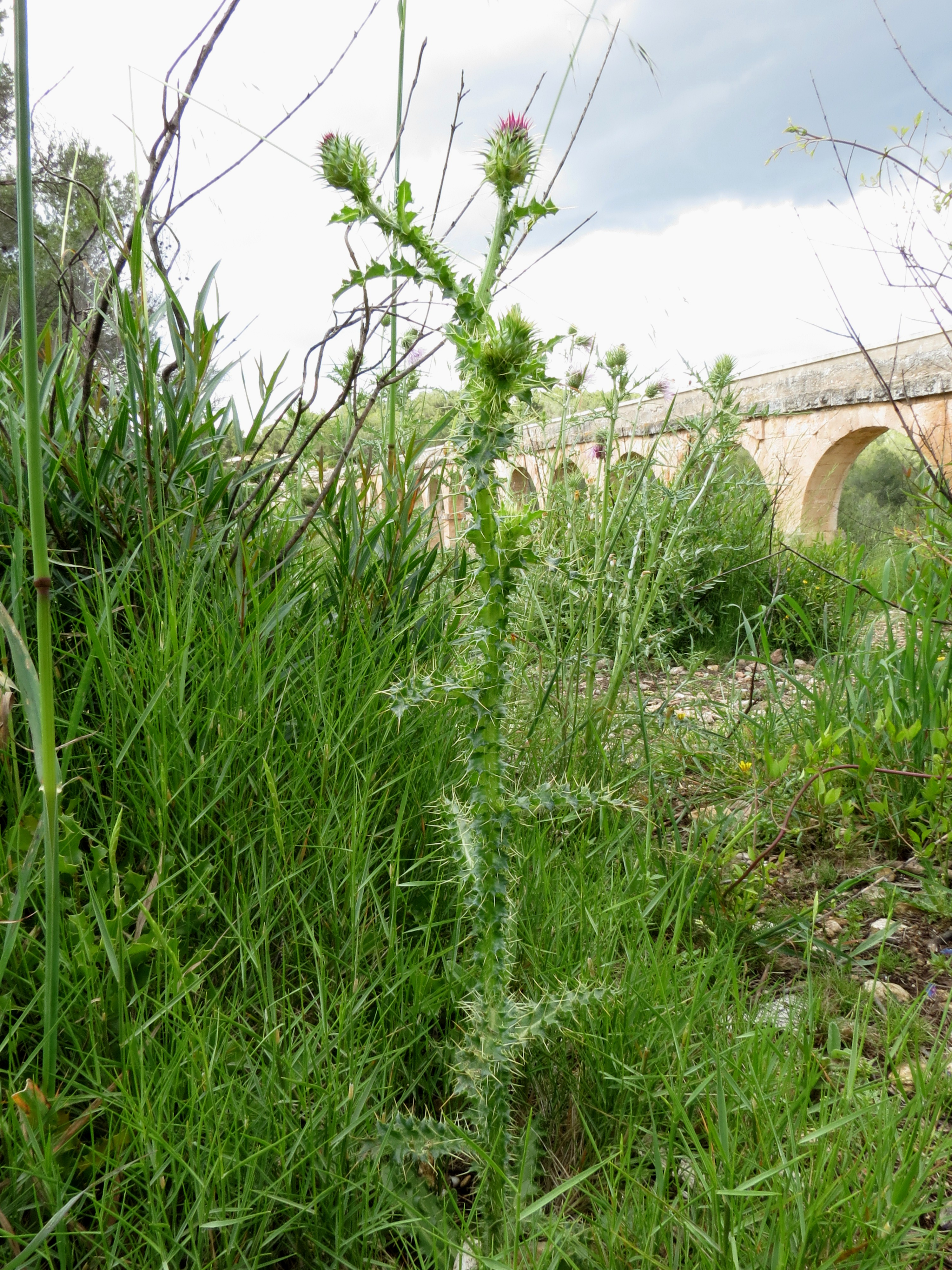
Une tige complète.
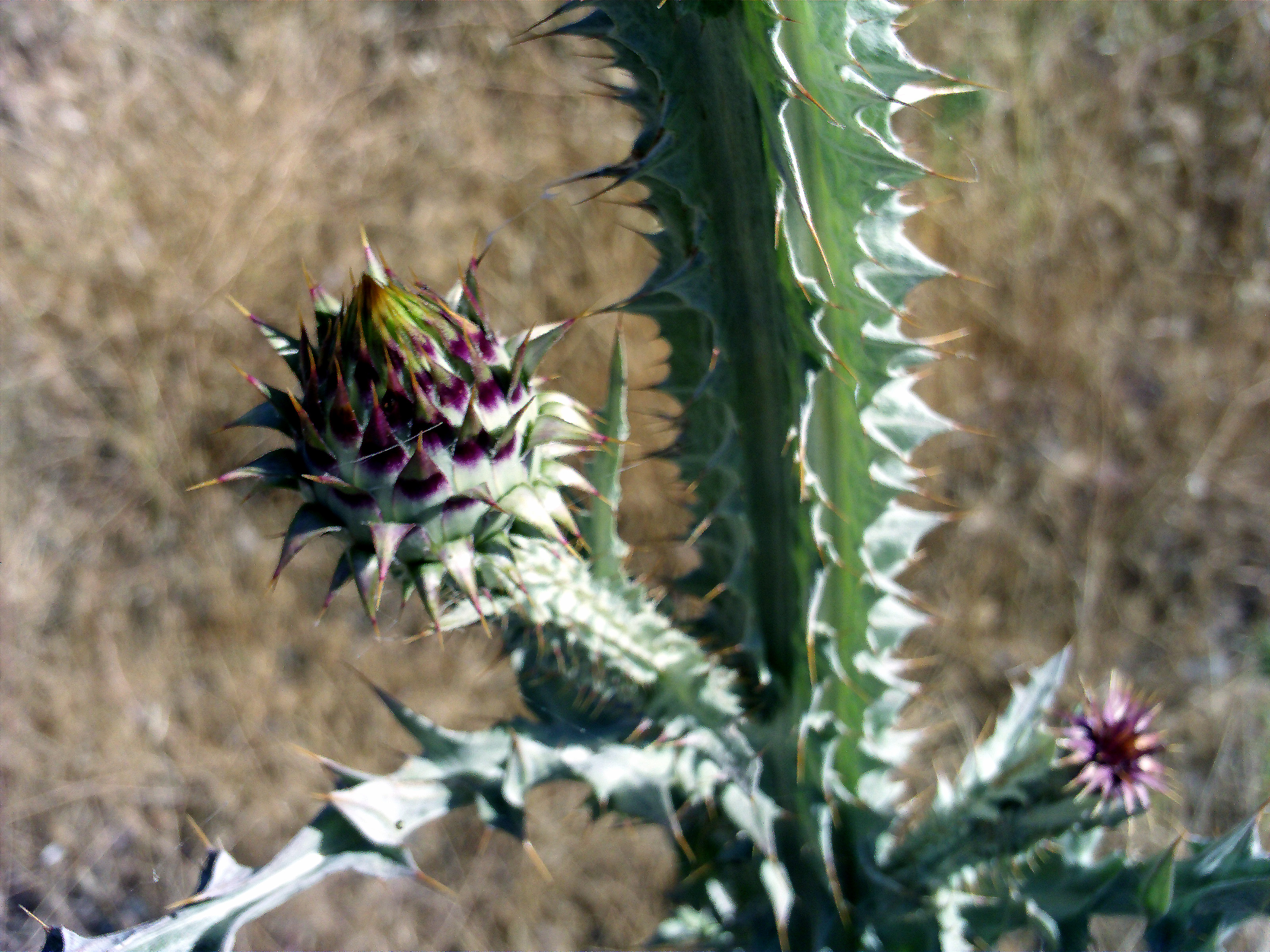
Détail de la tige et capitules en bouton.
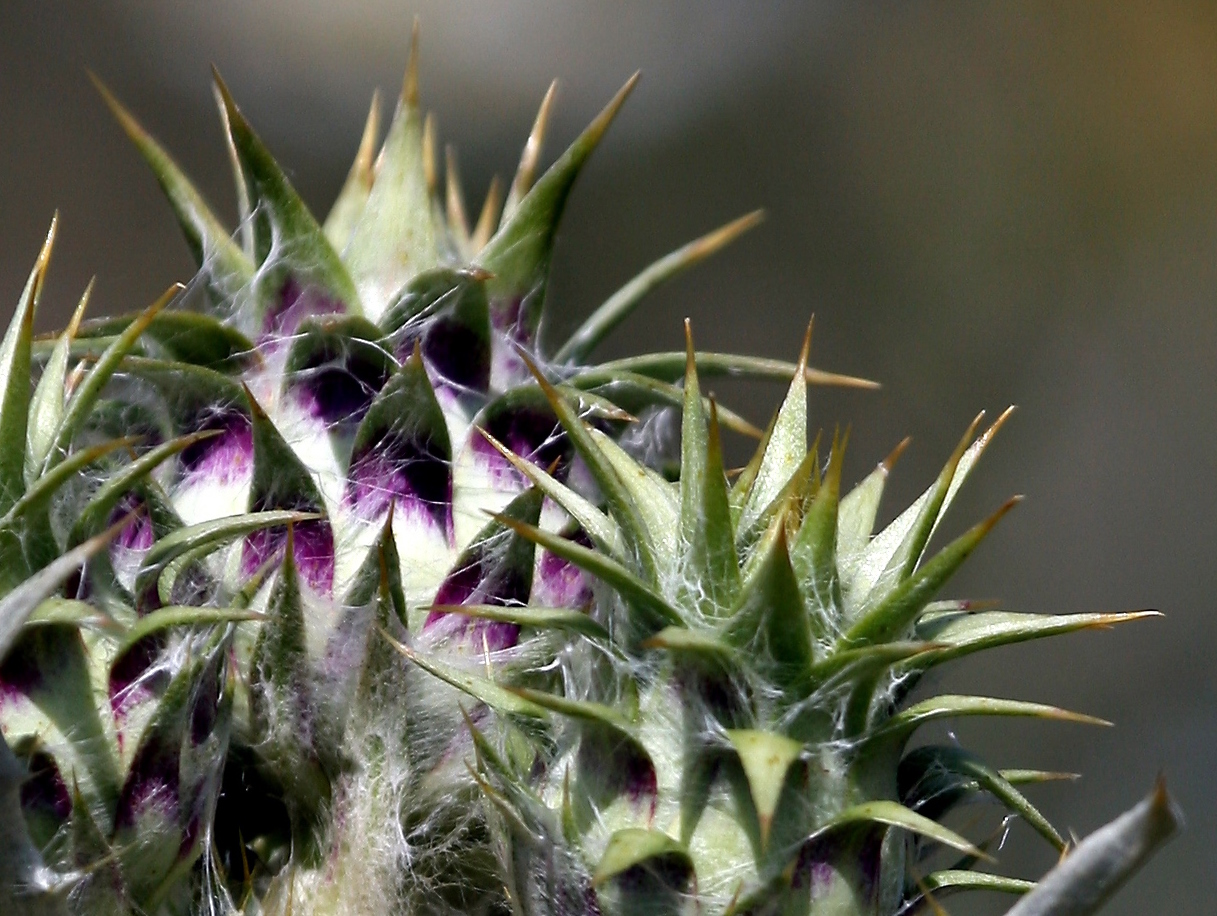
Capitule aranéeux
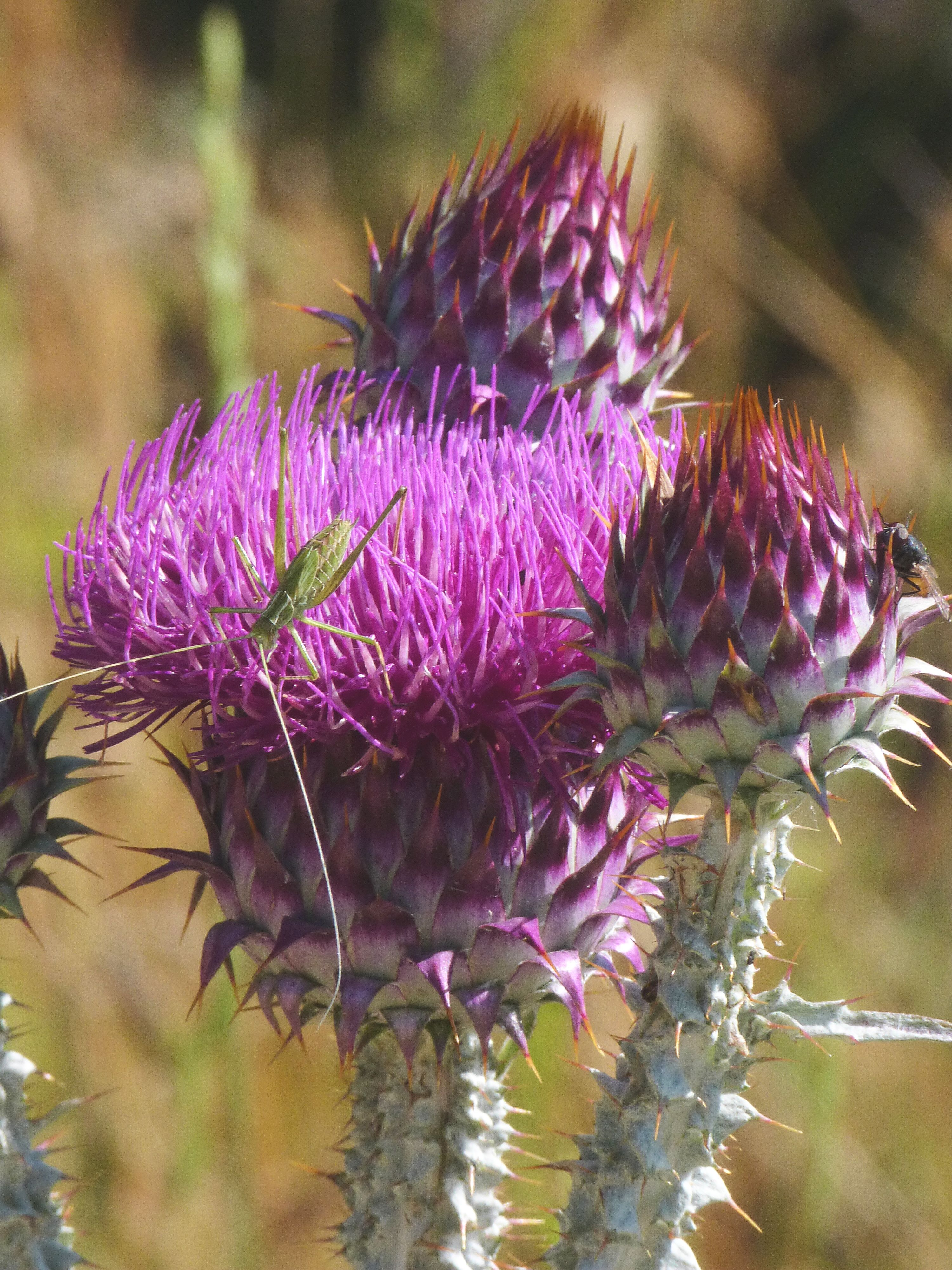
Capitules en fleur.
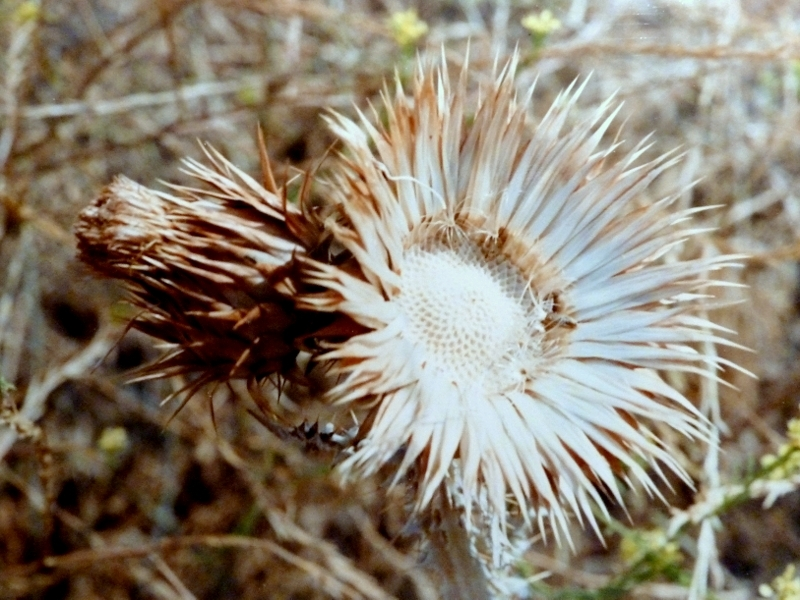
Capitules après dispersion des akènes.

## Description
L’Onopordon d’Illyrie est une plante bisannuelle, dressée, raide, robuste, très épineuse, rameuse au sommet, à rameaux florifères assez courts.
Les feuilles sont blanches tomenteuses sur les deux faces, quelquefois verdâtres ; les feuilles radicales sont pétiolées oblongues, pennatipartites à lobes incisés, épineux, les caulinaires décurrentes, à fortes épines 
L’involucre à la base de l’inflorescence en capitule (de 3–4 cm de diamètre) est globuleux (comme une tête d’artichaut), glabre ou un peu aranéeux à la base, à folioles ovales-lancéolées, brièvement atténuées en épine, les extérieures réfléchies. L’aigrette des fruits est roussâtre. Les fleurs purpurines, égales sont à corolle glanduleuse.  
Les capitules de l'Onopordon attirent de nombreux insectes butineurs : Hyménoptères et surtout Coléoptères tels que des Charançons du genre Larinus qui s'y accouplent, et le Méloïde Mylabris variabilis. La plante est également fréquentée par le Longicorne Agapanthe.

### Liste des sous-espèces
Selon Catalogue of Life (15 juin 2015) :
- sous-espèce Onopordum illyricum subsp. cardunculus (Boiss.) Arènes
- sous-espèce Onopordum illyricum subsp. illyricum